# Il mio grasso grosso amico Albert
Il mio grasso grosso amico Albert (Fat Albert) è un film del 2004 diretto da Joel Zwick e prodotto da Davis Entertainment per la 20th Century Fox, che combina attori in carne e ossa con i personaggi di animazione, popolarissimi negli USA, della serie di disegni animati della Filmation Albertone.

## Trama
Albert e il suo gruppo di amici (i Cosby Kids, i ragazzi di Bill Cosby) conducono la loro solita vita tranquilla e spensierata nella loro immaginaria città animata di Filadelfia, quando un giorno, una giovane ragazza, Doris, piange di fronte al suo cartone animato, perché non ha amici. Albert e la sua banda intervengono ed escono magicamente dalla televisione quando una lacrima finisce sul telecomando. Essi faranno tutto il possibile per aiutarla a stringere nuove amicizie, ma accade un contrattempo: Albert si innamora della sorellastra maggiore di Doris; se Albert e i ragazzi Cosby non faranno ritorno al loro mondo televisivo finiranno per scomparire.

## Produzione
Il nonno della protagonista Doris, Albert Robertson, nella realtà fu un amico di gioventù di Bill Cosby e l'originale ispiratore del personaggio di Albert.
Il progetto per un film su Fat Albert era in cantiere fin dal 1993, con Tracy Morgan nel ruolo del protagonista, ma nessuna casa di produzione era interessata. 
Il progetto venne in seguito ripreso nel 2001. Inizialmente nel ruolo del protagonista avrebbe dovuto esserci Omar Benson Miller e alla direzione Forest Whitaker, ma quest'ultimo ebbe delle divergenze creative con Bill Cosby, e vennero alla fine chiamati Kenan Thompson e Joel Zwick.
Anche David Gordon Green espresse interesse nel dirigere il film, arrivando addirittura a scrivere una lettera allo stesso Cosby.
Le riprese del film si svolsero dal 12 aprile al 15 giugno 2004 tra Los Angeles, Santa Clarita e Philadelphia.

## Distribuzione
Il film è stato distribuito al cinema negli Stati Uniti d'America il 24 dicembre 2004, mentre nelle sale in Italia l'8 luglio 2005.

## Accoglienza

### Incassi
Il film ha incassato 48 milioni di dollari.